# Rundkneten
Rundkneten ist eine Art des  Freiformschmiedens durch Krafteinwirkung zum Vermindern des Querschnitts von Massivstäben oder Rohren; es ist ein typischer Arbeitsschritt beim Schmieden, der seit mehr als hundert Jahren angewandt wird.
Es wird mit mindestens zwei oder mehr weggebundenen Werkzeugen, die das Werkstück umschließen, durchgeführt. Das Schmiedewerkzeug versetzt dem Werkstück radiale Schläge und gibt dem bearbeiteten Werkstück dadurch einen geringeren Querschnitt. Durch die Dehnung des Materials erreicht man dabei eine höhere Qualität als beim Zerspanen. Geeignete Legierungen sind sogenannte Knetlegierungen, die sich in der Regel durch hohe Duktilität und geringe Anisotropie auszeichnen.
Durch Dorne verschiedener Formgebung sind auch Innenprofile herstellbar wie z. B. Keilwellen oder Läufe.